# Rezolucija Vijeća sigurnosti UN-a 942
Rezolucijom Vijeća sigurnosti UN-a 942, usvojenom 23. rujna 1994., nakon ponovne potvrđivanja svih rezolucija o stanju u Bosni i Hercegovini, Vijeće je pojačalo mjere koje se odnose na zaštićene zone pod kontrolom snaga bosanskih Srba.
Vijeće sigurnosti željelo je da se sukob u bivšoj Jugoslaviji riješi pregovorima i uz očuvanje teritorijalnog integriteta zemalja u regiji. Stranka bosanskih Srba odbila je prihvatiti predloženo teritorijalno rješenje i to je osuđeno. Navedeno je da su sve mjere usvojene u ovoj i prethodnim rezolucijama nametnute kako bi se doprinijelo pregovaračkom rješenju.
Djelujući prema Poglavlju VII Povelje Ujedinjenih naroda, Vijeće je izrazilo odobrenje za teritorijalno rješenje i da su ga prihvatile sve strane osim strane bosanskih Srba, koja je bila osuđena.  Sve su strane morale poštivati prekid vatre dogovoren 8. srpnja 1994. i prekinuti neprijateljstva.
Pojačane su mjere sigurnosti u područjima pod kontrolom strane bosanskih Srba. Odlučeno je da se sve države suzdrže od političkih razgovora sa strankom dok ona ne prihvati prijedloge. Dodatno, svim je državama naloženo:
(a) zabraniti gospodarske aktivnosti u vlasništvu ili pod kontrolom snaga bosanskih Srba na njihovom području, isključujući pružanje humanitarne pomoći i prehrambenih proizvoda o kojima je obaviješten Odbor osnovan Rezolucijom 724 (1992.);
(b) zamrznuti sredstva snaga bosanskih Srba;
(c) spriječiti pružanje usluga isključujući telekomunikacijske, poštanske, pravne ili usluge koje je ovlastila Vlada Bosne i Hercegovine ;
(d) nametnuti zabranu putovanja dužnosnicima bosanskih Srba i onima koji djeluju u ime takvih vlasti;
(e) zabrani riječnom prometu ulazak u luke pod kontrolom snaga bosanskih Srba, osim ako se ne odobri od slučaja do slučaja;
(f) spriječiti preusmjeravanje koristi s područja pod kontrolom bosanskih Srba na druga područja, uključujući zaštićena područja Ujedinjenih naroda u Hrvatskoj.
Odredbe se ne bi primjenjivale na Zaštitne snage Ujedinjenih naroda (UNPROFOR), Međunarodnu konferenciju o bivšoj Jugoslaviji ili Promatračku misiju Europske zajednice, te bi se preispitivale svaka četiri mjeseca i u slučaju prihvaćanja prijedloga od strane bosanskih Srba. Konačno, glavni tajnik Butros Butros-Gali dobio je upute da pruži pomoć odboru.
Rezolucija 942 usvojena je s 14 glasova za, nijednim protiv i jednim suzdržanim glasom iz Kine.

## Vanjske poveznice
| Wikizvor | Engleski Wikizvor ima izvorni tekst na temu: United Nations Security Council Resolution 942 |

- Text of the Resolution at undocs.org